# Jianchangosaurus
Jianchangosaurus — рід динозаврів-теризинозаврів, які жили приблизно 126 мільйонів років тому на початку крейдяного періоду з формації Ісянь на території сучасного Китаю. У майже повного молодого зразка був відсутній лише дистальний хвіст. Цзяньчангозавр був маленьким, легкої статури, двоногим, наземним травоїдним тваринам, який міг виростати приблизно до 2 м у довжину та 1 м у висоту в стегнах. Грегорі С. Пол оцінив вагу голотипу близько 20 кг.